# Väddö landsfiskalsdistrikt
Väddö landsfiskalsdistrikt var 1918-1950 ett landsfiskalsdistrikt i Stockholms län, bildat när Sveriges indelning i landsfiskalsdistrikt trädde i kraft den 1 januari 1918, enligt beslut den 7 september 1917. Distriktet upplöstes 1 juli 1950 då det sammanslogs med Närdinghundra landsfiskalsdistrikt för att bilda Häverö landsfiskalsdistrikt.
Landsfiskalsdistriktet låg under länsstyrelsen i Stockholms län.

## Ingående områden
Den 1 januari 1919 tillfördes Edebo landskommun från Frösåkers landsfiskalsdistrikt.

### Från 1918
Väddö och Häverö skeppslag:
- Häverö landskommun
- Singö landskommun
- Väddö landskommun

#### Tillkomna senare
- Edebo landskommun: Införlivades 1 januari 1919.